# Мальский, Игорь Степанович
И́горь Степа́нович Ма́льский (литературный псевдоним Олдовый; 23 января 1957, Бельцы, Молдавская ССР, СССР — 11 августа 2004, Санкт-Петербург, Российская Федерация) — российский журналист, переводчик, историк литературы, редактор, фотограф, поэт, автор-исполнитель, хиппи, учитель буддизма.
Один из основоположников контркультуры хиппи в СССР, один из основателей «Коммуны имени Жёлтой Подводной Лодки». По одной из двух версий, основоположник жанра садистских стишков. Первый русский переводчик «Всеобщей истории пиратов» Чарлза Джонсона (1999). Первый публикатор сфабрикованных НКВД «дела Детского сектора Госиздата» против Александра Введенского, Даниила Хармса и других, дела Николая Олейникова 1937 года, дела Александра Введенского 1941 года. Капитан команды «Старики-разбойники» клуба «Что? Где? Когда?» (с 1999). Буддист, получивший благословение на учительство от кармапы.
Жертва советской карательной психиатрии: после принудительного лечения в 1978 году в психбольнице вышел из неё с повреждённой памятью и перенёс два ранних инфаркта миокарда; умер после третьего инфаркта в возрасте 47 лет.

## Биография

### Детство
Родился 23 января 1957 года в городе Бельцы в Молдавии — по выражению Владимира Емельянова, «в самой обычной винодельческо-инженерной молдавской семье». Учился в школе № 37 Кишинёва (1964—1974).
С тринадцатилетнего возраста ежегодно участвовал в археологических и геологических экспедициях в Молдавии, Причерноморье, на Нижнем Доне, в Краснодарском крае, Северной Осетии, Тянь-Шане, Семиречье, Джунгарии, Забайкалье, Ленинграде (Летний сад), начав с должности рабочего Молдавской неолитической экспедиции и став к окончанию школы начальником раскопа.

### Исторический факультет ЛГУ, «Коммуна имени Жёлтой Подводной Лодки»
В 1974 году после окончания школы поступил на исторический факультет Ленинградского государственного университета имени А. А. Жданова, где учился на кафедре археологии. Вместе с несколькими товарищами организовал в Старой Деревне «Коммуну имени Жёлтой Подводной Лодки» — один из самых известных очагов контркультуры хиппи в СССР. В 1978 году коммуна была репрессирована КГБ, на квартире Мальского был проведён обыск, а сам он был отправлен на принудительное лечение в психиатрическую больницу, где ему значительно повредили память.
Был исключён с исторического факультета ЛГУ и никогда не был восстановлен. В 1991 году случайно встретился в Кишинёве со знакомым преподавателем Кишинёвского государственного педагогического института имени Иона Крянгэ, который, вспомнив его научные работы, помог ему получить диплом КГПИ без экзаменов.

### «Садистские стишки»
По одной из двух версий, Игорь Мальский был основоположником жанра садистских стишков, которые начал писать в «Коммуне имени Жёлтой Подводной Лодки».

### Песни
В «Коммуне имени Жёлтой Подводной Лодки» написал как автор-исполнитель свои лучшие песни, в том числе самую известную — «В парусиновых брюках» (по другим данным, эта песня написана Мальским в 10-м классе школы).

### Фотография
Выйдя из психбольницы с «волчьим билетом», вернулся к работе в археологических экспедициях, в том числе в Триполье, затем стал профессиональным фотографом и работал в фотоателье. Имел квалификацию фотографа и фотолаборанта высших разрядов, фотокорреспондента. Каждые полгода-год, обнаруженный КГБ на новом месте, увольнялся «по собственному желанию» и искал очередное место работы. В 1985 году начал заниматься голографией, но, повредив зрение лазерным лучом, был вынужден вообще оставить фотографию.

### Книготорговля, журналистика
С началом перестройки занялся книготорговлей в Ленинградском университете; в 1990 году был избран председателем СТК «Академкниги». В 1990 году впервые стал редактором нового книжного издательства. В 1991 году, после приглашения в штат газеты (позже — журнала) «Ленинградский университет» (позже — «Санкт-Петербургский университет»), начал журналистскую карьеру. Основал собственную газету «Слово и дело», которая быстро закрылась. Был постоянным автором молодёжной газеты «Сорока», публиковался на её «Литературной странице». Вёл передачи на «Радио России», в том числе вместе с Николаем Кавиным.

### История литературы
Сразу после августовского путча 1991 года получил доступ в архиве КГБ к так называемому «делу Детского сектора Госиздата» 1931 года, по которому были осуждены Александр Введенский, Даниил Хармс и другие, и стал первым публикатором этого дела сначала в спецвыпуске газеты «Ленинградский университет» (1991), затем в журнале «Октябрь» (1992). Через два часа после выхода газеты «Ленинградский университет» с публикацией «дела Детского сектора Госиздата», она стала библиографической редкостью. Также был первым публикатором дела Николая Олейникова 1937 года (газета «Слово и дело», 1992), дела обэриута Александра Введенского 1941 года (материалы которого он зачитывал в архиве на диктофон, так как выносить их не разрешили, а на ознакомление дали только два часа) и неизвестных писем Даниила Андреева (1996). Всего в области истории литературы напечатал свыше 40 статей и публикаций.
Автор известных интервью с Анастасией Цветаевой и Александром Солженицыным.

### «Что? Где? Когда?»
В 1993 году пришёл в клуб «Что? Где? Когда?» на показательное выступление команды Алексея Блинова, принял участие в игре со зрителями и сразу был приглашён Андреем Григорьевым в его команду «Ньютон» (1993—1994). Позже играл в команде Якова Песина (затем И. Сафронова; 1994—1997), команде Алексея Дудина (1997—1998), наконец, собственной команде (позже названной «Старики-разбойники»; с 1999). Но, как писал после смерти Мальского Владимир Емельянов, «одного из лучших игроков ЧГК отказалось снимать телевидение, сочтя дивный, непохожий облик Игоря нетелегеничным».
Основал или принял деятельное участие в становлении нескольких клубов «Что? Где? Когда?» в Выборге, Пушкине, Колпине, Ломоносове, Череповце, Новгороде, Хельсинки. Сыграл значительную роль в развитии интернет-клуба «Древляне», став в нём в 1998 году капитаном. Был автором вопросов, редактором турнирных пакетов, членом жюри. В последние годы жизни был одним из главных организаторов школьно-студенческого «Гран-при Санкт-Петербурга». Также примерно в 1995 году принял участие в передаче «Своя игра», однако не сохранилось ни записей, ни точных данных о его участии.

### Переводы
В 1990-е годы одновременно с редакторской деятельностью занялся переводами. Самые известные переводы: «Мудрец из страны Оз» Лаймена Фрэнка Баума (1992), «Китайский лечебный цигун» Чжана Минъу и Сунь Синъюаня (1994), «Жизнь Пифагора» Ямвлиха (1997), «Лечебные гимнастики Китая» (1997), «Всеобщая история пиратов» Чарлза Джонсона (1999), «Новый полный „И Цзин“ (конфуцианская традиция)» (2001), «Нумерология „И Цзина“ (даосская традиция)» (2001). В общей сложности Мальский был редактором и переводчиком более чем 70 книг.

### Буддизм
Характеризовал себя как буддиста «по мировоззрениям». Был одним из самых известных буддистов России. Получил благословение на учительство от кармапы и привёл к буддизму многих учеников.

### Соционика
Был активным участником клуба социоников в Санкт-Петербургском доме офицеров, часть которого в то время арендовал Институт биологии и психологии человека.

### Личные качества
Владимир Емельянов так описывал личные качества Игоря Мальского:
Гениальный Степаныч был редкостно невезучим человеком. <…> После второго инфаркта и получения инвалидности ему отказали в работе университетские журналистские начальники. Степаныч остался с пенсией и совершенно без средств. Ел на каких-то тусовках в Доме журналиста. Не мог лечить больное сердце предукталом, говорил, что тёмное пиво тоже хорошо помогает. Постоянно был загружен работой в частных издательствах и очень редко получал гонорар. Мальского не надувал только ленивый… 

У Степаныча был нелёгкий характер. Он яростно спорил с коммунистами, отказывал в дружбе людям, в порядочности которых сомневался или усомнился только что. Был резок, невоздержан в слове, требователен в работе. Но более мягкого и покладистого друга, но более точного советчика по всем психологическим проблемам найти было трудно. <…> От Игоря у меня остались несколько фотографий и две радиопередачи, которые мы сделали вместе. Но несравненно больше осталось друзей, с которыми сблизил меня Игорь. Можно сказать, обеспечил друзьями на всю жизнь. И каждому из своих друзей он подарил ещё, по крайней мере, по два друга. Степаныч был великий коммуникатор.

### Смерть
В августе 2004 года за два часа до вызова последней для Мальского машины скорой помощи Владимир Емельянов был у него дома:
Он сидел в своей митьковской тельняшке напротив меня, пил горячий чай и периодически прихлёбывал коньяк. Говорил, что очень болит сердце. И просил меня помочь ему в защите кандидатской по Триполью — ведь в 70-е было собрано столько материала… Я почувствовал в этой просьбе что-то исключительно нехорошее. Точно такой же разговор у меня был с Кривулиным незадолго до его последней болезни. Виктор Борисович просил меня помочь ему защититься на филфаке и заодно спрашивал, не могу ли я устроить защиту через знакомых в Хельсинки? Знак беды увидел я тогда в этой просьбе. И когда её через три года повторил Мальский — даже содрогнулся от ужаса. Через два часа его увезли. Был третий инфаркт, реабилитация, новая больница, из которой он постоянно бегал в город. А 11 августа просто оторвался тромб…

## Семья
- Родители:
  - Отец — Степан Петрович Мальский.
  - Мать — Люмила Александровна Мальская (урождённая Бредун).
- Первая жена — Нина Борисовна Мальская[8].
  - Дочь — Вита Игоревна Мальская.
- Вторая жена — Екатерина Николаевна Мальская.
  - Сын — Алексей Игоревич Мальский.

## Участие в творческих организациях
- Член Союза журналистов России (с 1995)
- Член Международного союза журналистов (с 1996)
- Член Санкт-Петербургского союза учёных (с 1996)[6]

## Оценки современников
- Известный российский востоковед и интеллектуал Владимир Емельянов, друживший с Игорем Мальским последние шестнадцать лет его жизни, назвал Мальского «нереализованным гением» и «личностью космического масштаба»[3].

## Память
С 2004 года памяти Игоря Мальского посвящена «Выборгская русалочка» — ежегодный Открытый юношеский чемпионат по интеллектуальным играм «Что? Где? Когда?» и «Брейн-ринг» в Выборге.

### Публикации Игоря Мальского

#### Автор
- Филимонов С. В., Мальский И. С. Ψ-соционика: Архитектура личности. — [Б. м.]: Чёрная белка, 2009. — 312 с. — (Серия «Библиотека Socionica»). — ISBN 978-5-98982-010-8

#### Переводчик
- Чжан Минъу, Сунь Синъюань. Китайский лечебный цигун / Пер. И. Мальского. — СПб.: Комплект, 1994. — 352 с. — (Серия «Целительные силы»). — ISBN 5-88596-004-6
- Лечебные гимнастики Китая / Пер. И. Мальского. — СПб.: Комплект, 1997. — 378 с. — (Серия «Тайная мудрость Востока»). — ISBN 5-7837-0059-2
- Ямвлих. Жизнь Пифагора / [Ред. И. С. Мальский]. — [Перераб. и доп. изд.]. — СПб.: РХГИ, 1997. — 203 с. — ISBN 5-88812-044-8
- Чарлз Джонсон (Даниель Дефо). Всеобщая история пиратов / Перевод с английского, предисловие, примечания, приложения И. С. Мальского // День и ночь. — 1999. — № 3.

#### Редактор
- Ямвлих. Жизнь Пифагора / [Ред. И. С. Мальский]. — [Перераб. и доп. изд.]. — СПб.: РХГИ, 1997. — 203 с. — ISBN 5-88812-044-8

#### Интервьюер
- «Мои сахарные пилюли иногда трудно проглотить»: Интервью с Гарри Гаррисоном // Санкт-Петербургский университет. — 1998.

### Об Игоре Мальском
- Галеева Венера. Игорь Степанович Мальский. 1957—2004 // Санкт-Петербургский университет. — № 24—25 (3683—84). — 2004. — 20 октября.